# Duma
För andra betydelser, se Duma (olika betydelser).
Duma (ryska: Ду́ма för "att tänka efter") är den generella[källa behövs] beteckningen på en lagstiftande församling i det moderna och det historiska Ryssland. Termen används även för att beteckna en rådsmedlem i det tidiga Ryssland.
Rysslands statsduma är sedan 1993 en församling, som utgör det ryska parlamentets underhus eller andra kammare.